# Jakob Friedrich Kammerer
Pour les articles homonymes, voir Kammerer.
Jakob Friedrich Kammerer, né le 24 mai 1796 à Ehningen et mort le 23 octobre 1857 à Ludwigsbourg, est un ingénieur industriel allemand.

## Biographie
Il est le fondateur d'une manufacture de chapeaux à Ludwigsbourg, avant de mettre au point, en 1832 un procédé de fabrication industrielle des allumettes au phosphore (inventées une année auparavant par un Français, Charles Sauria).
Son engagement politique en faveur des droits de l'homme et contre la monarchie lui vaut d'être emprisonné à plusieurs reprises. Il est contraint pour cette raison de se réfugier en Suisse, où il s'établit à Zurich dans le quartier de Riesbach. C'est là qu'il fonde la première fabrique d'allumettes, réussissant à distribuer sa production dans toute l'Europe.
Il ne revient à Ludwigsbourg qu'en 1847. L'année suivante, il est atteint d'une affection du système nerveux qui lui fait perdre la raison et dont il meurt neuf ans plus tard.

## Descendance
Le poète et dramaturge Frank Wedekind (1864-1918) était le petit-fils de Friedrich Kammerer.